# Cladocarpus flexuosus
Cladocarpus flexuosus är en nässeldjursart som beskrevs av Nutting 1900. Cladocarpus flexuosus ingår i släktet Cladocarpus och familjen Aglaopheniidae. Inga underarter finns listade i Catalogue of Life.